# Ljoedmila Foertseva
Ljoedmila Aleksejevna Foertseva (Russisch: Людмила Алексеевна Фурцева) (Moskou, 2 maart 1974) is een Russische basketbalspeelster, die speelde voor het nationale team van Rusland. Ze werd Meester in de sport van Rusland.

## Carrière
Foertseva begon haar carrière bij CSKA Moskou in 1994. Ze werd met die club drie keer Landskampioen van Rusland in 1995, 1996 en 1997. Ook won ze in 1997 de Ronchetti Cup door in de finale over twee wedstrijden te winnen van CariParma Parma uit Italië met een totaalscore van 131-125. In 1999 stapte ze over naar Dinamo Moskou. Met die club werd ze twee keer Landskampioen van Rusland in 2000 en 2001. In 2002 ging Foertseva spelen voor Kazanotsjka Kazan. In 2004 verhuisde Foertseva naar UMMC Jekaterinenburg. Met die club werd ze Bekerwinnaar van Rusland in 2005. In 2005 stopte ze met basketbal.
Foertseva speelde met Rusland op het Europees kampioenschap in 1997. Ze werd zesde.

## Erelijst
- Landskampioen Rusland: 5
  - Winnaar: 1995, 1996, 1997, 2000, 2001
  - Tweede: 1998
  - Derde: 2002, 2005
- Bekerwinnaar Rusland: 1
  - Winnaar: 2005
- Ronchetti Cup: 1
  - Winnaar: 1997